# Tschorna Tyssa
Tschorna Tyssa (ukrainisch Чорна Тиса; russisch Черная Тиса Tschernaja Tissa, slowakisch Černá Tisa, Čorna Tisa bzw. Mohelki, ungarisch Feketetisza bzw. Moheljki) ist ein Dorf im Osten der ukrainischen Oblast Transkarpatien mit etwa 2800 Einwohnern.

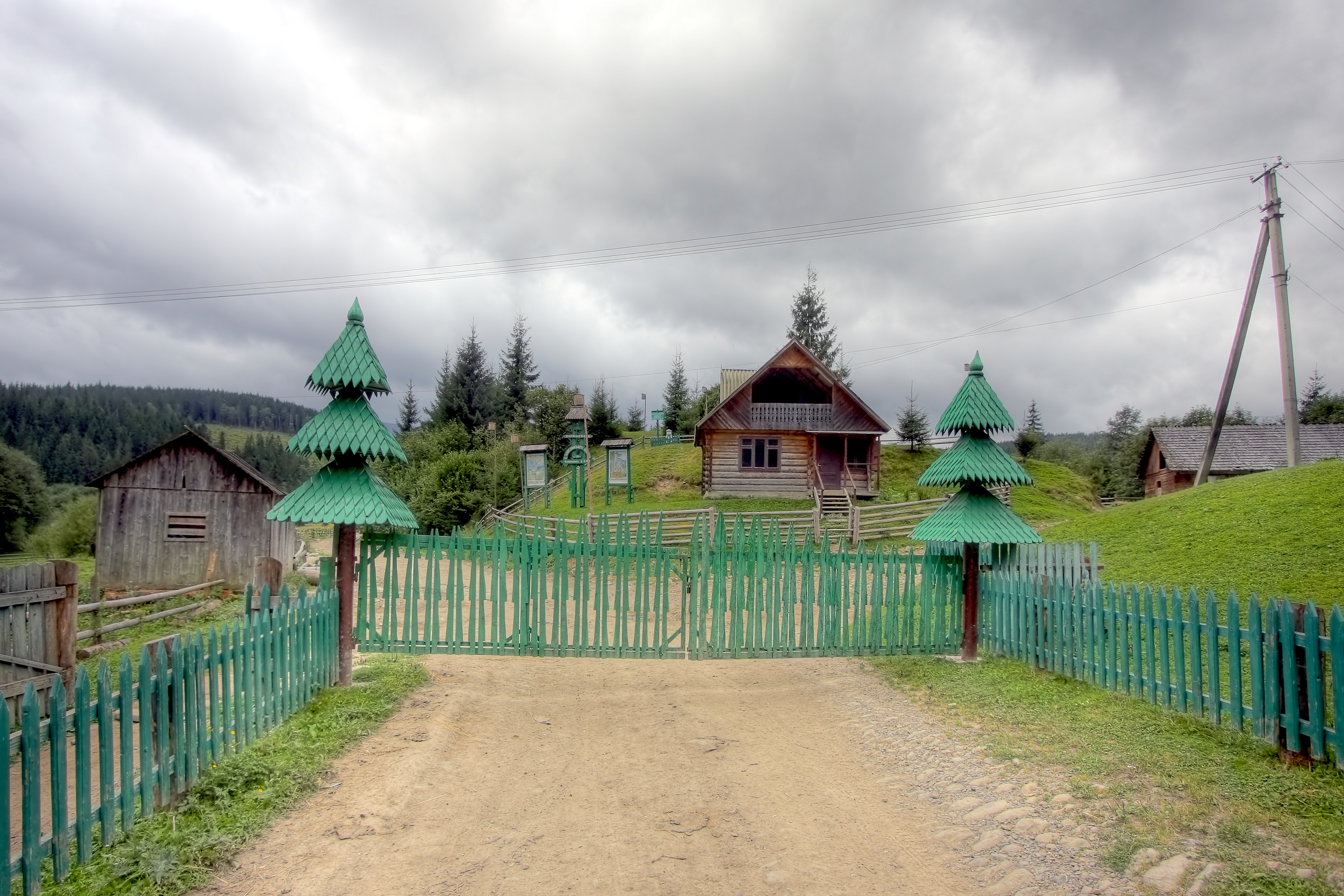
Holzhaus bei Tschorna Tyssa

## Geografie
Tschorna Tyssa liegt in den Waldkarpaten auf 805 m Höhe nahe der Quelle der Schwarzen Theiß (ukrainisch: Чорна Тиса / Tschorna Tyssa), einem Quellfluss der Theiß, der das Dorf seinen Namen verdankt.
Am 12. Juni 2020 wurde das Dorf ein Teil neu gegründeten Siedlungsgemeinde Jassinja im Norden des Rajons Rachiw; bis dahin bildete es die Landratsgemeinde Tschorna Tyssa (Чорнотисянська сільська рада/Tschornotyssjanska silska rada). 
Acht Kilometer südlich des Dorfes verläuft die nationale Fernstraße N 09, die nach Süden zum 40 km entfernten Rajonzentrum Rachiw und nach Nordosten zum Jablunyzja-Pass führt.

## Geschichte
Im Ortsgebiet gab es das seit nach 1800 bekannte Dorf Mohelki, einem Gemeindeteil von Jassinja, bei dem sich während des Zweiten Weltkrieges das Zwangsarbeitslager für Juden Jasinja-Mohelki befand.
1947 wurde die Ortschaft unter ihrem aktuellen Namen neu gegründet.